# Huang Ting-ying
En aquest nom xinès, el cognom és Huang.
Huang Ting-ying   (Kaohsiung, 29 de maig de 1990) és un ciclista de pista i carretera de Taiwan. Va competir a la pista a la prova d'esprint al Campionat del Món de ciclisme en pista UCI de 2009. El 2015, va guanyar la cursa en carretera als Campionats Asiàtics de Ciclisme.

## Palmarès en pista
- 2015
  - Campiona asiàtica en Persecució
  - Campiona asiàtica en Puntuació
  - Campiona asiàtica en Scratch
- 2016
  - Campiona asiàtica en Persecució
  - Campiona asiàtica en Puntuació
- 2018
  - Campiona asiàtica en Scratch
- 2019
  - Campiona asiàtica en Scratch

## Palmarès en ruta
- 2013
  - Vencedora d'una etapa a la The Princess Maha Chackri Sirindhorn's Cup
- 2015
  -  Campiona asiàtica en Ruta
- 2016
  - 1a a la Volta a Okinawa
  - Vencedora de 2 etapes al Tour de Chongming Island
  - Vencedora d'una etapa a la The Princess Maha Chackri Sirindhorn's Cup
- 2019
  -  Campiona de Taiwan en ruta
  -  Campiona de Taiwan en contrarellotge
- 2024
  -  Campiona de Taiwan en ruta
  -  Campiona de Taiwan en contrarellotge